# Пириєній-де-Жос
Пириєній-де-Жос (рум. Pârâienii de Jos) — село у повіті Вилча в Румунії. Входить до складу комуни Лівезь.
Село розташоване на відстані 184 км на захід від Бухареста, 54 км на південний захід від Римніку-Вилчі, 53 км на північ від Крайови.

## Населення
За даними перепису населення 2002 року у селі проживали 543 особи, усі — румуни. Усі жителі села рідною мовою назвали румунську.